# Euphrasia rotundifolia
Euphrasia rotundifolia là loài thực vật có hoa thuộc họ Cỏ chổi. Loài này được Pugsley mô tả khoa học đầu tiên năm 1929.